# Юклид (тауншип, Миннесота)
Юклид (англ. Euclid) — тауншип в округе Полк, Миннесота, США. На 2000 год его население составило 149 человек.

## География
По данным Бюро переписи населения США площадь тауншипа составляет 92,1 км², из которых 92,1 км² занимает суша, водоёмов нет.

## Демография
По данным переписи населения 2000 года здесь находились 149 человек, 59 домохозяйств и 46 семей. Плотность населения —  1,6 чел./км². На территории тауншипа расположено 65 построек со средней плотностью 0,7 построек на один квадратный километр. Расовый состав населения: 100,00 % белых.
Из 59 домохозяйств в 22,0 % воспитывались дети до 18 лет, в 64,4 % проживали супружеские пары, в 3,4 % проживали незамужние женщины и в 22,0 % домохозяйств проживали несемейные люди. 16,9 % домохозяйств состояли из одного человека, при том 11,9 % из — одиноких пожилых людей старше 65 лет. Средний размер домохозяйства — 2,53, а семьи — 2,83 человека.
16,8 % населения — младше 18 лет, 14,8 % — в возрасте от 18 до 24 лет, 20,8 % — от 25 до 44, 27,5 % — от 45 до 64, и 20,1 % — старше 65 лет. Средний возраст — 44 года. На каждые 100 женщин приходилось 106,9 мужчин. На каждые 100 женщин старше 18 приходилось 106,7 мужчин.
Средний годовой доход домохозяйства составлял 48 438 долларов, а средний годовой доход семьи —  49 375 долларов. Средний доход мужчин —  40 833  доллара, в то время как у женщин — 17 917. Доход на душу населения составил 19 901 доллар. За чертой бедности не находилась ни одна семья и 4,0 % всего населения тауншипа.